# 入境事務大樓
入境事務大樓（英語：Immigration Tower），於香港主權移交前稱為人民入境事務大樓，原名為灣仔政府綜合大樓第二座（另兩座分別為稅務大樓及灣仔政府大樓），位於香港灣仔告士打道7號，是香港島島上其中一座政府辦公大樓，樓高177米，共49層，鄰近維多利亞港及香港會議展覽中心。大樓內有入境事務處總部、創新科技署、審計署、內幕交易審裁處、庫務署、運輸署及水務署。入境處大樓的二樓連接灣仔行人天橋系統，連接灣仔站及鄰近的商業大廈。

## 歷史
灣仔政府綜合大樓第二座於1989年下半年落成，當時人民入境事務處位於九龍尖沙咀冠華中心的總部於1990年1月22日搬遷入該大樓並正式啟用。1992年，該大樓改名為人民入境事務大樓，至1997年因部門改名而將大樓改為現名。

### 1999年颱風破壞大樓外牆
1999年9月16日颱風約克襲港，香港天文台曾懸掛十號颶風信號，入境事務大樓的玻璃幕牆被強風破壞，以致大量政府文件被吹至地面。

### 2000年縱火案
2000年8月2日，大批聲稱擁有居港權的內地人帶著易燃液體和打火機到入境事務大樓要求與官員見面，並威脅自焚，期間施君龍等人在現場縱火，事件中高級入境事務主任梁錦光及爭取居港權人士林小星被燒死。
2002年2月首被告施君龍被判謀殺及縱火罪名成立，判處終身監禁，另外6人彭漢坤、傅模、林興鑾、楊義坪、楊義炎及周洪川，則因誤殺及縱火罪判監12至13年。7人其後上訴，當中施君龍對謀殺罪判決的上訴得直，被上訴庭改判誤殺罪，監禁14年。7人仍然不服判決，再上訴至香港終審法院，由於原審法官錯誤引導陪審團，7名被告獲撤銷所有控罪，發還高等法院重審。2005年6月16日，施君龍等人在高等法院承認基於嚴重疏忽誤殺梁錦光和林小星，各人因認罪獲得最少三分一的減刑，施被判入獄8年，其餘6名被告判囚7年4個月；至於縱火罪則不予起訴。

### 重置計劃
2008年，財政司司長曾俊華在財政預算案中披露，研究將佔地1.3公頃的灣仔海旁3座政府大樓搬遷，騰出的土地將用以興建甲級寫字樓以及會展設施。2015年第二季起政府部門將分階段搬遷至啟德工業貿易大樓、西九龍政府合署、長沙灣庫務大樓、啟德的税務中心，以及將軍澳南的入境事務處總部與將軍澳政府合署。當中，入境事務處會遷往入境事務處總部，新總部已於2024年6月11日啟用，但入境事務處仍會暫時保留在舊大樓的人事登記處，在2026年前會在港島區另覓地方搬遷，以配合重置計劃。

## 樓層

### 二樓　查詢及聯絡組
- 查詢及表格
- 收發處

### 三樓　外籍家庭傭工組
- 續約申請／領取延期逗留標籤
- 轉換僱主申請
- 領取入境簽證

### 四樓
- （空置）

### 五樓
- （空置）

### 六樓　優秀人才及內地居民組
- 輸入內地人才計劃
- 補充勞工計劃
- 居港內地居民
- 優秀人才入境計劃
- 非本地畢業生留港／回港就業安排

### 六樓
- （空置）

### 七樓
- （空置）

### 八樓　人事登記處—港島辦事處
- 身分證登記／補領
- 登記事項證明書／豁免登記證明書
- 領取身分證

### 23樓
- 擬作前任行政長官辦公室

### 26樓
- 文化體育及旅遊局
- 房屋局

### 27樓-31樓
- 庫務署

### 38樓
- 內幕交易審裁處

### 41樓
香港警務處 工作表現檢討科／研究及監察科
48樓
- 水務署

## 軼事
於入境事務大樓內，有一道雙重上鎖的幾吋厚夾萬門，鐵門後是記錄了自1873年來，香港人的生、死及婚姻紀錄的檔案保險庫。檔案保險庫只有不足20人獲授權內進。

## 註腳
1. ↑  多份水務署的文件，顯示它們的地址是在「灣仔政府綜合大樓第二座」，例如水務署通函1/94號 （页面存档备份，存于）
2. ↑  .   [2017年8月6日]. （原始内容存档于2011年10月11日）.

## 外部連結
- 入境事務大樓地圖（页面存档备份，存于）

22°16′47″N 114°10′23″E / 22.279795°N 114.172995°E